# Angelos Sikelianos

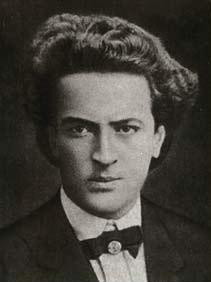
Angelos Sikelianos

Angelos Sikelianos, född 28 mars 1884 i Lefkas, Grekland, död 19 juni 1951 i Aten, var en grekisk lyriker och dramatiker.

## Biografi
Sikelianos växte upp på ön Lefkas och år 1900 började han studera juridik i Aten men tog ingen examen. De närmaste följande åren reste han mycket och ägnade sig åt poesi. År 1907 gifte han sig i Amerika med Eva Palmer och flyttade tillbaka med sin hustru till Aten 1908. Under denna period kom han i kontakt med grekiska intellektuella, och 1909 publicerade han sin första diktsamling, Alafroískïotos, som blev en stor framgång och erkändes av kritiker som ett viktigt arbete.
Sikelianos blev också vän med författarkollegan Nikos Kazantzakis, och 1914 tillbringade de fyrtio dagar på berget Athos, där de besökte de flesta klostren och levde som asketer. De båda författarna var själsfränder, men också mycket olika i sin respektive syn på livet. Sikelianos var en man av värld, full av optimism, och med en orubblig tro på sin förmåga som författare. Kazantzakis däremot var tystlåten och tillbakadragen och hade, som han själv erkände, en tendens att "fokusera på skallen bakom ansiktet". Tillsammans delade de dock ett ömsesidigt intresse av att försöka förfina och höja den mänskliga anden genom konstnärliga aktiviteter.
I maj 1927, med stöd av sin hustru höll Sikelianos en delfisk festival som en del av sin allmänna strävan efter återupplivandet av "Delphitanken". Han trodde att de principer som hade format den klassiska civilisationen, om den omprövades, kunde erbjuda andlig självständighet och fungera som ett medel för kommunikation mellan människor. Evenemanget bestod av olympiska tävlingar, en konsert med bysantinsk musik, en utställning av folkkonst samt en föreställning med den fjättrade Prometheus. Den blev mycket framgångsrik och trots avsaknaden av statlig stöd togs upp året därpå, men övergavs därefter på grund av orimliga kostnader för att organisera den. Eva Palmer lämnade honom för att återvända till USA, och Sikelianos gifte sig med Anna Karamani.
Under den tyska ockupationen, blev han en inspirationskälla för det grekiska folket, särskilt genom tal och dikt som han framförde på begravningen av poeten Kostis Palamas. Det var han som sammanställde den skrivelse som ledde ärkebiskop Damaskinos till att rädda livet på grekiska judar genom att vädja direkt till tyskarna. Brevet var undertecknat av många framstående grekiska medborgare till försvar för förföljda judar. Det finns inget liknande dokument i protest mot nazistiska ockupanterna under andra världskriget som har påträffats i något annat europeiskt land. År 1949 var han nominerad till Nobelpriset i litteratur.